# Abbaye de Bonmont
Pour les articles homonymes, voir Abbaye Notre-Dame.
L'abbaye Notre-Dame-de-Bonmont est une ancienne abbaye cistercienne. Elle est située à Chéserex, dans le canton de Vaud, à 8 km au nord-ouest de Nyon. Sécularisée en 1536, l'église est désormais la propriété du canton de Vaud, et sa gestion a été confiée à une fondation dédiée.
Huitième fille de Clairvaux, Bonmont est le premier monastère implanté en Suisse à s'affilier à l'ordre cistercien.

## Histoire
L’acte de fondation proprement dit est perdu, mais la communauté monastique de Bonmont est mentionnée pour la première fois en 1123 lorsque deux seigneurs de Divonne, Walcher de Divonne (qui deviendra lui-même moine à Bonmont) et son frère, Étienne de Gingins, donnent des terres, notamment le village de « Pellens’ », « à Dieu et à la Bienheureuse Marie de Bonmont, et aux frères qui y servent Dieu ». Par la suite, le couvent s’enrichit rapidement grâce à de nombreuses donations, mais ce développement ne va pas toujours sans conflits, notamment lorsque l’un des premiers donateurs accuse les moines d’avoir détruit le village de Pellens et d’en avoir chassé les habitants. De fait, cette agglomération a entièrement disparu de la carte et ne peut plus être située.
Initialement, Bonmont n’appartient pas à l’ordre cistercien, mais se trouve dans la dépendance des moines bénédictins de l'abbaye de Balerne, située à Mont-sur-Monnet, Département du Jura, en Franche-Comté. Les débuts de l'expansion cistercienne en Europe et son puissant attrait spirituel sont liés au charisme de Bernard de Clairvaux et sa visite à la Grande Chartreuse en 1125 ainsi que ses voyages l’amenant à traverser la Suisse romande (1125, 1133, 1135). Ils ne sont sans doute pas étrangers à la demande de rattachement de Bonmont à Clairvaux faite par Moïse, premier abbé de Bonmont, en 1131. Le monastère devient la huitième fille de l'abbaye, filiation confirmée par une bulle du pape Innocent II du 18 février 1132. Bonmont rompt ainsi avec Balerne, qui choisira d’ailleurs la même filiation cinq ans plus tard. Bonmont est la plus ancienne fondation de l'Ordre cistercien Outre-Jura.
En 1135, dans une lettre adressée à Arducius de Faucigny, nouvel évêque de Genève, Bernard de Clairvaux recommande les religieux de Bonmont et ceux de l'abbaye d'Hautecombe, affiliée à Clairvaux le 14 juin 1135.
L'abbaye agrandit son domaine foncier grâce à de nombreuses donations ultérieures, faites notamment par plusieurs seigneurs régionaux, et devient une institution prospère. Les biens du monastère sont confirmés par une bulle du pape Alexandre III en date du 12 mai 1164. Durant la première moitié du XIIIe siècle Bonmont acquiert le droit de patronage sur bon nombre d’églises, telles que Vich, Burtigny, Grens, Crassier, Colombier-sur-Morges, ainsi que Commugny. Elle s’efforce également d’obtenir les droits de dîme correspondants, et détient dans la région diverses «granges», soit exploitations agricoles ou viticoles.Dans la seconde moitié du XIIIe siècle les importantes possessions du monastère s'étendent au-delà du lac Léman. À cette même période, l'abbaye est le lieu de sépulture de nombreuses familles nobles.
En 1131, débutent les travaux de construction de l'église abbatiale. Une partie des bâtiments conventuels est terminée en 1142. L'église abbatiale est consacrée en 1214. Elle est dédiée à Marie sous le vocable de Notre-Dame.
Au cours des XIIe et XIIIe siècles, une chapelle de l'abbaye sert de sépulture aux seigneurs de Gex, branche collatérale de la maison de Genève.
En 1438, durant le concile de Bâle, ouvert le 23 juillet 1431, l'abbé de Bonmont et Nicolas Loiseleur sont chargés de négocier à Londres auprès du roi Henri VI, afin que ce dernier ne soutienne plus le pape Eugène IV et qu'il se rallie à la cause des pères conciliaires bâlois. Ceux-ci élisent, le 30 octobre 1439, Félix V, le dernier antipape de l'histoire de l'Église catholique.

### Liste des abbés de Bonmont
- Moyse 1123-1155/1156
- Jean 1165-1196/1197
- Galterus 1197-1201, 1204 ?, 1205 ?. 1214 ?
- Rodolphe 1204 ?, 1205 ?, 1208-1212, 1214 ?
- G. [seule l'initiale est connue] 1214
- M. [seule l'initiale est connue] 1218-1219
- Willermus 1225-1228
- Michel 1234-1242
- Jean 1245-1252
- Girard 1259-1260
- Humbert 1262-1266
- Conon 1268/1269-1279, (1281)
- Jaques 1282/1283-1284
- Jean 1286
- Rodolphe 1292
- Étienne de Divonne 1294-1300
- Nicolas 1301
- Étienne de Divonne 1302-1323
- Michel de Gingins 1324-1325
- Pierre de Mont 1327-1332
- Nicolas 1332-1339
- Simon de Burtigny 1340-1348
- Rodolphe de Blonay 1348-1353
- Jean de Pugnier 1355-1360
- Henri Regimont 1361-1364
- Jean de Gimel 1365-1369
- Girard Rosset 1371-1375
- Aymon de Vallibus 1377-1388
- Étienne de Divonne 1389-1421
- Jean 1422-1424
- Jacques Guibert 1427-1434
- Vuerricus 1435-1442
- Jean de Burgo 1451-1473
- Amédée Oboli de Veytello 1480-1483
- Aymon de Divonne, de Gingins, abbé commendataire (1483-1536)[9]
- Jean Thomas de Valperega (1537), abbé commendataire[10].

### L’abbaye après la Réforme
Après la conquête du Pays de Vaud par les Bernois en 1536, l’abbaye est sécularisée et confisquée au profit des nouveaux maîtres politiques. Le 1er septembre 1537, un administrateur s’installe à Bonmont. Ce vaste domaine est d’abord intégré au bailliage de Nyon, puis devient en 1711 un bailliage indépendant avec les villages de Gingins, Chéserex, La Rippe, Chavannes-de-Bogis, et Bogis-Bossey.
Jusqu’à une époque récente, l’église a été utilisée comme grange. Quant aux bâtiments conventuels, ils servent d’abord d’hospice pour les pauvres. En 1738, un château est construit par les gouverneurs bernois sur le site de l'ancienne hôtellerie. En 1798, l'abbaye devient bien national, est privatisée en 1802 puis l’ancien lieu de culte est classé monument historique en 1942. Après dix-sept années de tractations, il est cédé gratuitement au canton de Vaud par le propriétaire, en 1982. Le gouvernement vaudois entame alors la restauration de l'église et en confie sa gestion à la Fondation de l'Abbaye de Bonmont. L'inauguration des lieux a lieu le 23 juin 1995.

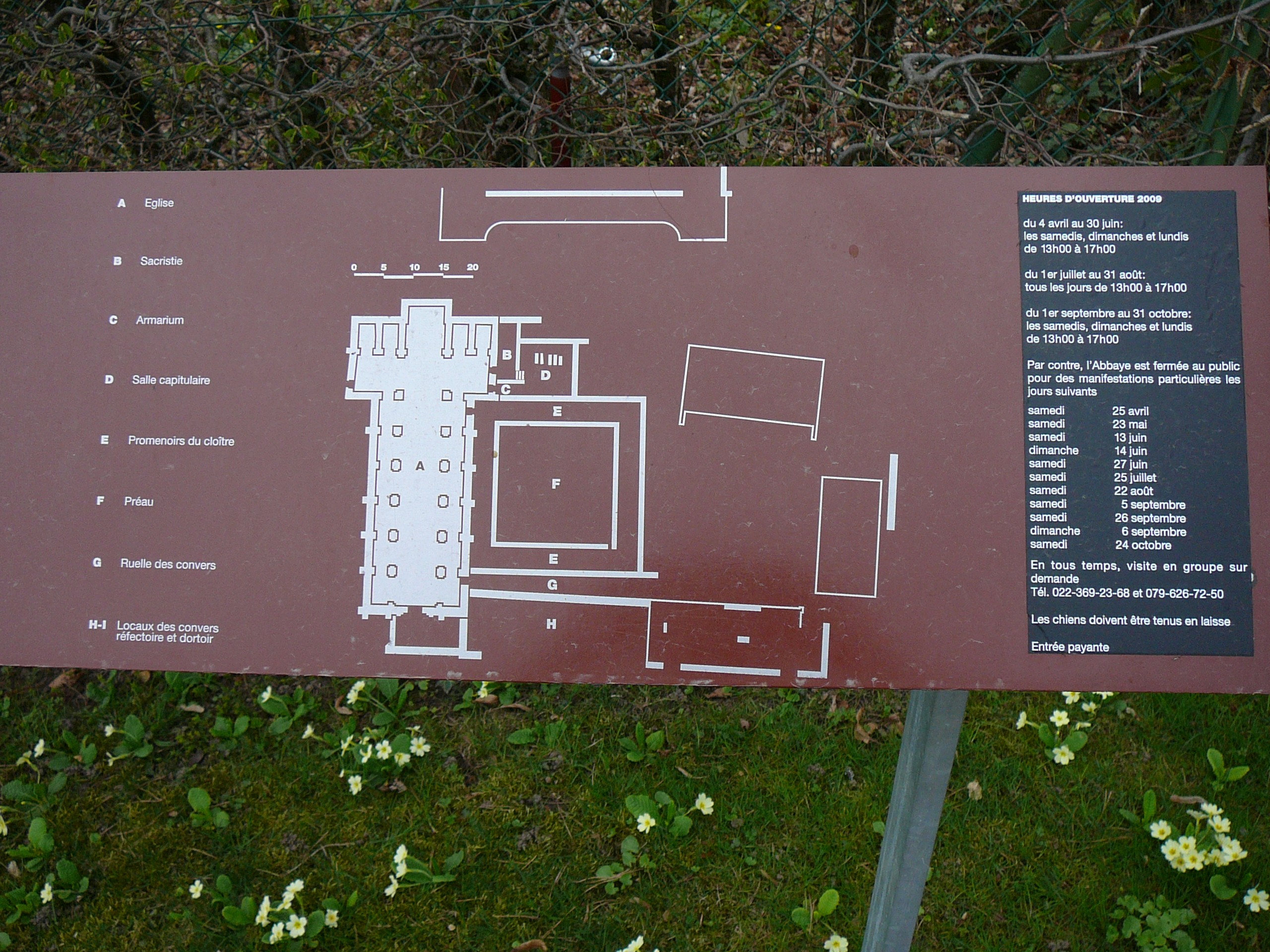
Plan de l'abbaye

## La salle capitulaire (ou chapitre)
La campagne de fouilles entreprise en 1952 a permis la mise au jour d'une partie de la salle capitulaire et la découverte de trois dalles funéraires ; une bulle de plomb de Martin V a été trouvée parmi les cinq squelettes d'abbés qui reposaient sous ces dernières.

## Fonds d'archives
- Fonds : van Berchem (Victor) (1911-1938 (concernant 640-1938)) [1,40 ml].  Cote : CH-000053-1 Archives privées P Berchem. Archives cantonales vaudoises (présentation en ligne)..